# نبرد کرژنتس
نبرد کرژنتس (روسی: Се́ча при Ке́рженце) یک فیلم بلند کارتونی روسی به کارگردانی ایوان ایوانف-وانو و یوری نورشتاین است که در سال ۱۹۷۱ منتشر شد. این کارتون از فرسکوها و نقاشی‌های قرون ۱۴ تا ۱۶ میلادی و همچنین موسیقی نیکلای ریمسکی-کورساکف استفاده می‌کند و به شیوهٔ استاپ‌موشن دوبعدی ساخته شده‌است.
ایوانوف-وانو با منتقدانی که ارتباط سه فیلم او — «فصول سال»، «نبرد کرژنتس» و «آوه ماریا» — را می‌دیدند، موافق بود، و در عین حال تأکید می‌کرد که این آثار نه تنها از نظر اصول ساختار دراماتیک (تخیلاتی درباره آثار آهنگسازان کلاسیک) به هم مرتبط‌اند، بلکه هدف مشترکی دارند: نشان دادن پیچیدگی درک جهان توسط انسان معاصر. فیلم «نبرد کرژنتس» در این سه‌گانه دارای ماهیتی تاریخی-میهن‌پرستانه و قهرمانانه است، و تصاویر آن با الهام از آیکون‌ها و نقاشی‌های دیواری قدیمی شکل گرفته‌اند. این فیلم با روش عروسک تخت و برش و جابه‌جایی ساخته شده است که به گفته ایوانوف-وانو، در آن زمان در شوروی و دیگر کشورها در اوج خود بود..
نورشتاین به یاد می‌آورد که ایوانوف-وانو او را برای همکاری در فیلم نبرد کرژنتس دعوت کرده بود. ایده اصلی فیلم ترکیب حرکت و صدا بود: «می‌خواستم نه تنها هماهنگی رنگ‌ها با موسیقی را ایجاد کنم، بلکه به گونه‌ای برسم که تصویر تأثیر عاطفی و حسی بر تماشاگر داشته باشد». نورشتاین موفق‌ترین بخش فیلم را نبرد می‌داند که در طراحی فضای آن، هنر تصویری دهه ۱۹۲۰ به‌ویژه نقاشی کازیمیر مالویچ به نام «سوارکاران سرخ می‌تازند» الگو بوده است.